# Роберт Кромбі
Ро́берт Кро́мбі (англ. Robert Crombie, нар. 25 березня 1964, Лондон, Велика Британія) — британський кінорежисер, сценарист, продюсер. Наприкінці 2000-их довгий час жив та працював в Україні, зокрема у 2008 році зняв резонансну українську стрічку Сафо. Кохання без меж. 

## Біографія
Народився 25 березня 1964 року.
Вчився у Коледжі Магдалина, Оксфорд. Потім у Флоренському університеті.
У 2008 році створив в Україні власну кіностудію «Crombie Film».
Перш ніж стати режисером, він був журналістом. Згодом знімав рекламні ролики.
Захоплюється книгами. Добре володіє італійською і російською мовами.

## Фільмографія
- У виробництві (режисер, сценарист, продюсер):) Вільна Куба (англ. Cuba Libre)

### Режисер
- Зберігач часу (англ. The Keeper of Time, 2004)
- Сафо (англ. Summer lover, 2008)
- Втеча атентата (англ. Assassins Run, 2013) - зняв стрічку спільно з Софією Скайя

### Сценарист
- Сафо (2008)
- Пригоди бравого вояка Швейка (2009)
- Солдати удачі (англ. Soldiers of Fortune, 2012)
- Чорнило  (англ. Ink, 2012)

### Продюсер
- Гробниця  (англ. The Tomb, 2009)
- Солдати удачі (англ. Soldiers of Fortune, 2012)